# Họ Ếch đuôi
Họ Ếch đuôi (danh pháp khoa học: Ascaphidae) là một họ động vật lưỡng cư trong bộ Anura. Họ này nếu được công nhận thì có 2 loài. Tuy nhiên, nó có thể gộp cùng các loài thuộc chi Leiopelma để lập ra họ Leiopelmatidae nghĩa rộng (sensu lato).

## Phân bố
Miền tây nam Canada và duyên hải tây bắc Hoa Kỳ tới miền bắc California; tây Montana và bắc Idaho tới đông bắc Oregon và tây nam Washington, Hoa Kỳ.

## Phân loại học
Họ Ascaphidae khi được công nhận chỉ bao gồm 1 chi như sau:
- Ascaphus

## Phát sinh chủng loài

### Ủng hộ chia tách hai họ
Savage (1973) công nhận Ascaphidae cho riêng chi Ascaphus, chỉ để lại Leiopelma trong họ Leiopelmatidae.
Green và Cannatella (1993) hay Ford và Cannatella (1993) đã thảo luận các lý do cho việc tách nhóm này khỏi Leiopelma.
Bossuyt và Roelants (2009), mở rộng trên cơ sở phân tích phát sinh chủng loài ếch nhái năm 2007 của họ đã gợi ý rằng trên cơ sở thời gian rẽ nhánh thì Leiopelmatidae và Ascaphidae nên được coi là các họ tách biệt, có lẽ đã rẽ nhánh ra khỏi nhau trong kỷ Trias (251-200 Ma).
Pyron và Wiens (2011) trong nghiên cứu của họ về các trình tự Genbank, xác nhận vị trí của Ascaphus như là đơn vị phân loại chị em của Leiopelma và đi theo đề xuất của Roelants và Bossuyt (2009), coi 2 chi này như là đại diện cho 2 họ ngang hàng.
Blackburn và Wake (2011) xem xét tóm tắt lịch sử phân loại của đơn vị phân loại này và coi 2 chi còn sinh tồn này như là hợp thành 2 họ đơn chi khác biệt, mặc dầu sự dự phòng này là không cần thiết cho tính hiệu quả phân loại.

### Ủng hộ hợp nhất thành 1 họ
Frost và ctv (2006) đã thảo luận tại sao Leiopelma và Ascaphus nên gộp lại và nhận thấy rằng đơn vị phân loại gộp chung này về mặt phát sinh chủng loài nằm ở vị trí như là đơn vị phân loại chị-em với tất cả các nhóm ếch nhái khác, cũng giống như các kết quả của Roelants và ctv. (2007)
Blackburn và ctv. (2010), trên cơ sở phân tích phân tử gợi ý rằng Ascaphus và Leiopelma tạo thành một nhóm đơn ngành với tổ tiên chung gần nhất xuất hiện trong kỷ Creta (145-65 Ma).
Irisarri và ctv. (2010) tìm thấy rằng Leiopelmatidae (sensu lato) là đơn ngành trên cơ sở phân tích DNA của họ.

## Hình ảnh

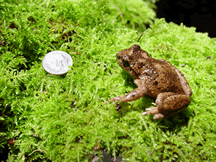
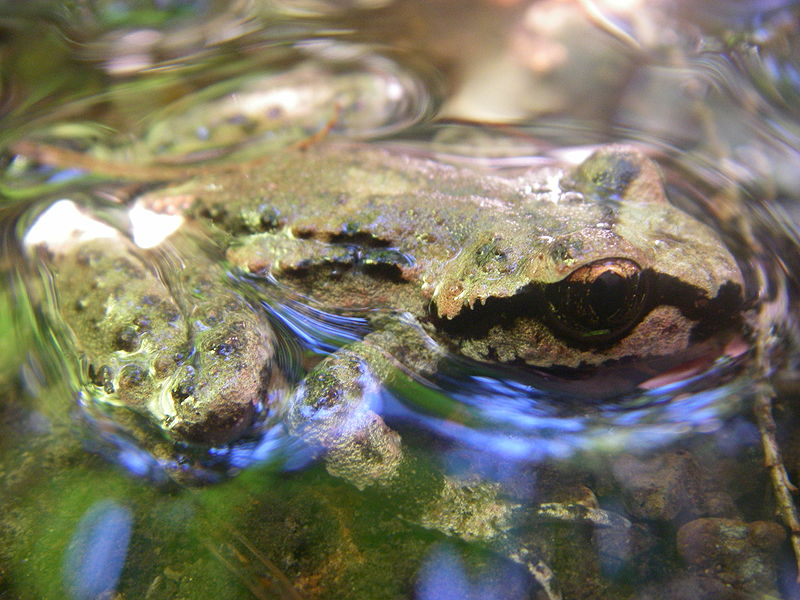